# 張燦堂
張燦堂，臺灣政治人物，曾任台北市政府民政局長，後代表中國國民黨在台北市選區當選為第一屆增選立法委員。
該次選舉所選出的立法委員，其職務、權利與1948年第一屆選舉所選出者完全相同，任期不斷延長至1991年退職為止。